# Kościół św. Mikołaja Biskupa w Pruchniku
Kościół świętego Mikołaja Biskupa w Pruchniku – rzymskokatolicki kościół parafialny w mieście Pruchnik, w województwie podkarpackim. Należy do dekanatu Pruchnik archidiecezji przemyskiej.

## Historia
Budowla została pierwotnie wzniesiona w stylu gotyckim w XIV wieku, następnie w 1684 roku została przebudowana w stylu późnego renesansu, w XVIII wieku do świątyni zostały dostawione kaplice w stylu barokowym, obok znajduje się zabytkowa brama z XVIII stulecia.

## Galeria

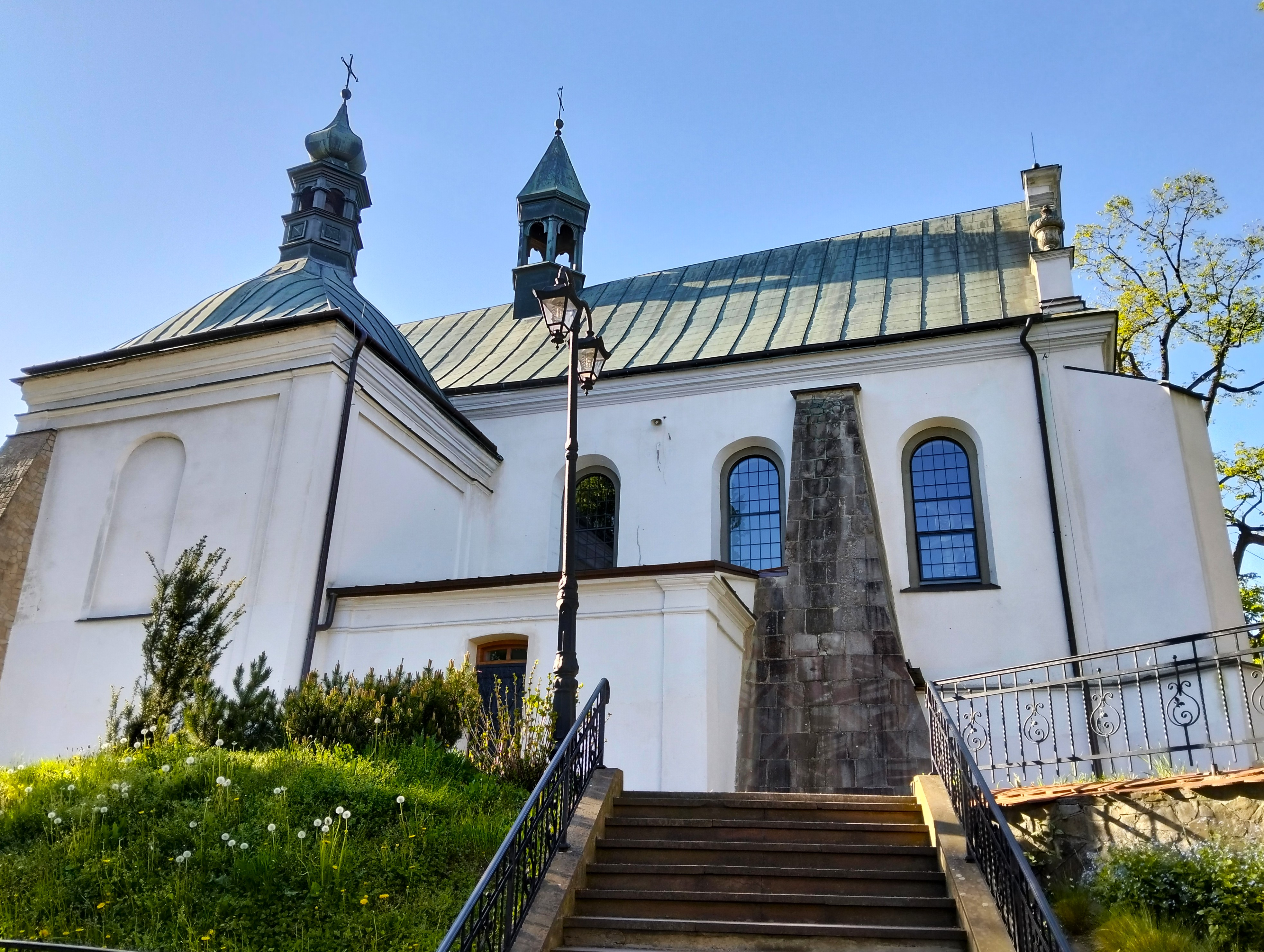
Elewacja boczna
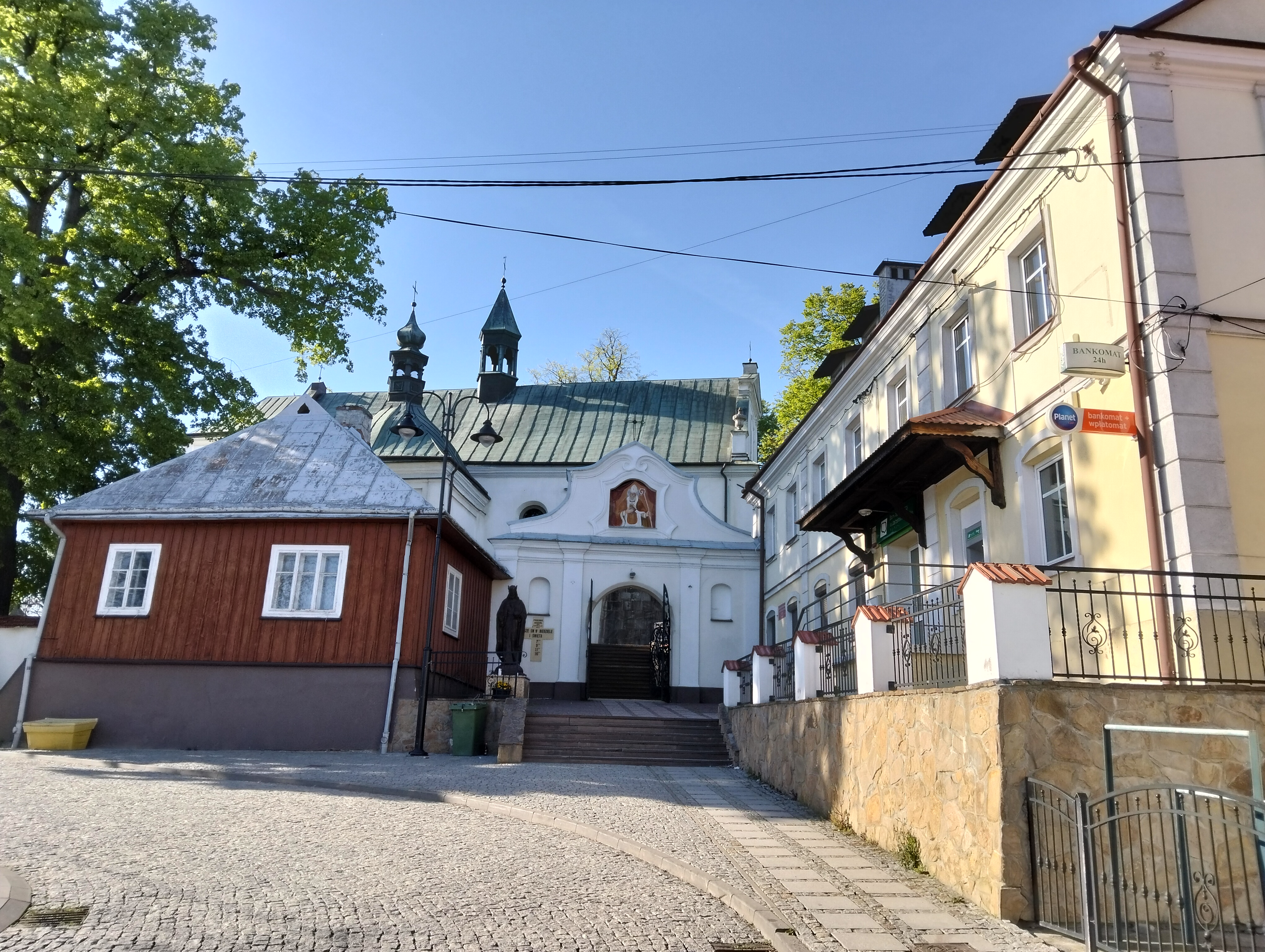
Brama i ulica Kościelna
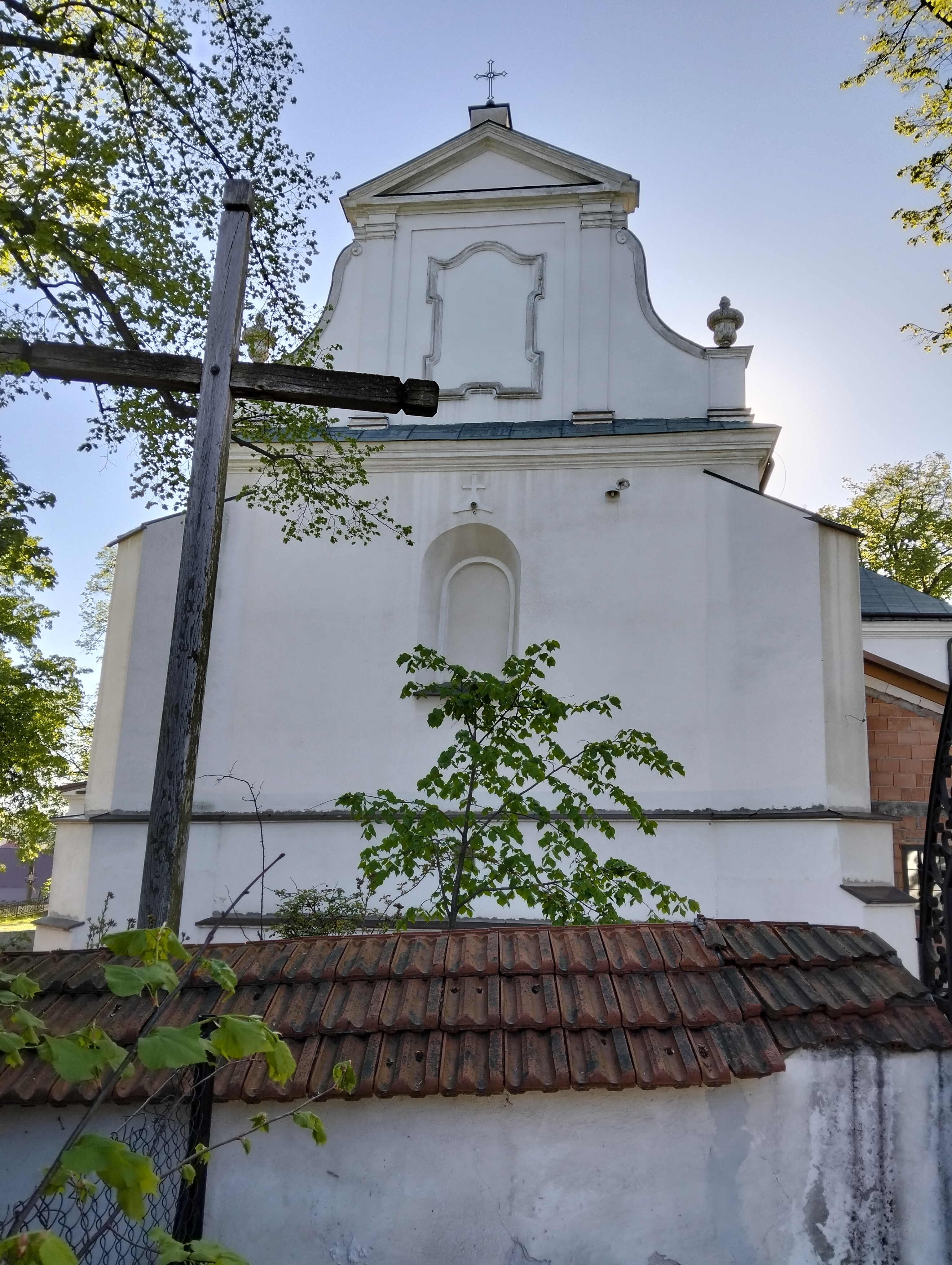
Szczyt